# 利根型重巡洋艦
利根型重巡洋艦（とねがたじゅうじゅんようかん）は、大日本帝国海軍の重巡洋艦。同型艦は2隻。太平洋戦争直前に竣工している。水上偵察機を6機搭載するなど航空索敵能力を重視し、ミッドウェー海戦やレイテ沖海戦など、数々の大規模海戦に参加した。福井静夫は本型を理想に近い巡洋艦と評している。

## 概要
日本海軍は、空母が攻撃隊の発艦準備に専心できるよう、随伴する巡洋艦の持つ水上偵察機を重視していたが、その搭載機数はアメリカ海軍の巡洋艦（4機）を下回っていた。そこで、1934年（昭和9年）から最上型軽巡洋艦を改良、主砲の門数を減らす代わりに水上偵察機6機を積める航空巡洋艦とも呼ぶべき本型の設計が開始された。
計画開始時が軽巡洋艦であったために、日本海軍の巡洋艦としては最大の排水量でありながら、艦名は川の名にちなんだものとなっている。1935年（昭和10年）に起工した段階ではロンドン海軍軍縮会議の制限があったため、諸外国には「基準排水量8,636トン、水線全長187.21 m、喫水4.42 m、最大口径砲15.5 cm砲」と通告した。しかし、1936年（昭和11年）に軍縮条約から脱退した際、建造途中で15.5 cm砲搭載の軽巡洋艦から、日本軍重巡洋艦の共通武装である50口径三年式20.3 cm連装砲を搭載した重巡洋艦へ設計変更された。また艦が完成する前に第四艦隊事件と友鶴事件が発生したため、急遽船体構造の見直しと強化が行われた。これらの変更により、設計当初より排水量が増加し、若干速力が低下している。「利根」は1938年（昭和13年）11月に、「筑摩」は1939年（昭和14年）5月に就役した。

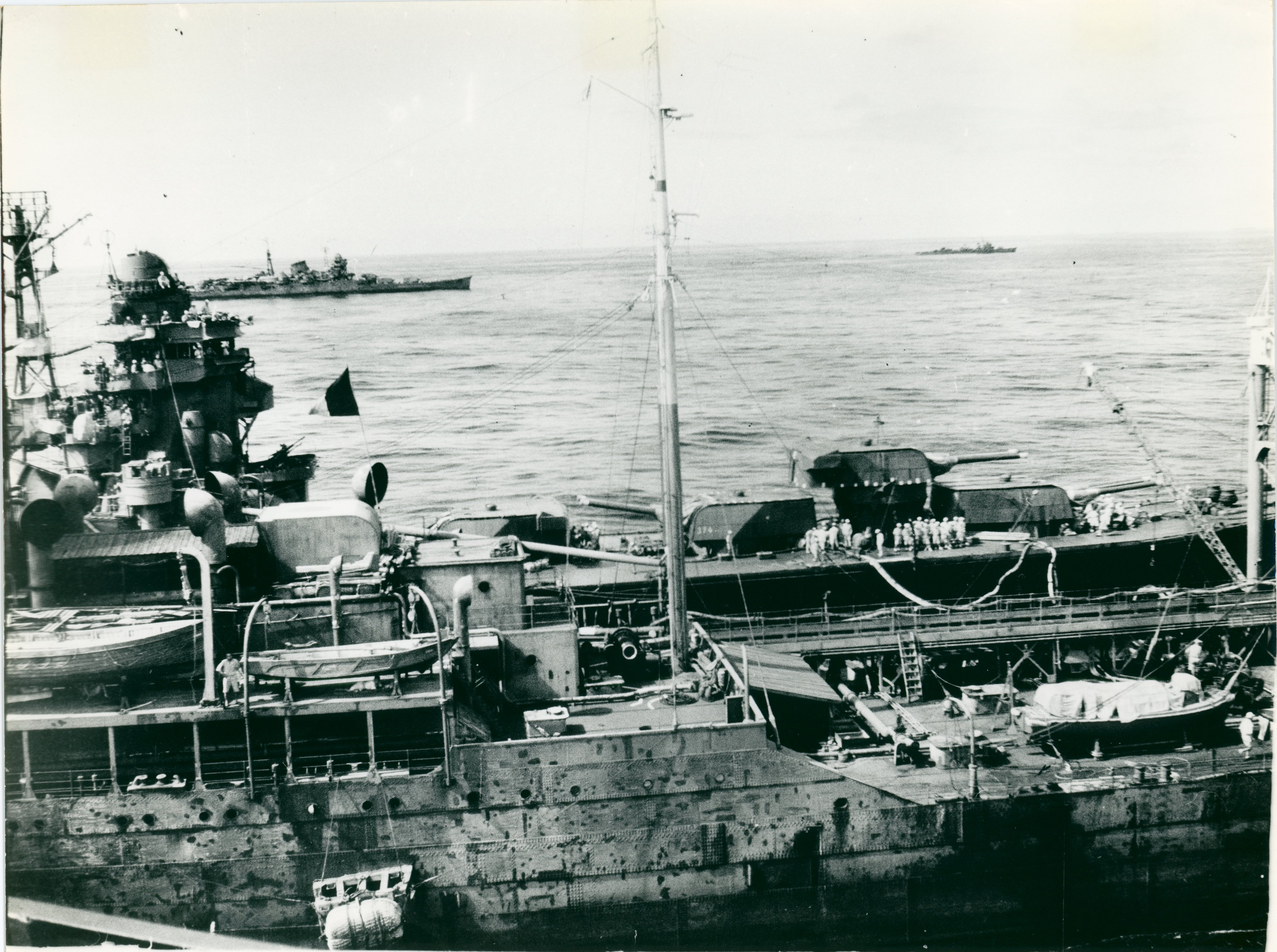
洋上補給を行う利根。

利根型の特徴は、前部に20.3 cm連装砲塔4基を集中配置し、後部（後檣より後ろすべて）が航空兵装となっていることにある。この配置によって、艦載機が主砲の爆風で破損する危険性がなくなり、常時全主砲を発射できるようにもなった。（妙高型重巡洋艦、妙高はスラバヤ沖海戦で、高雄型重巡洋艦、高雄は敵駆逐艦を撃沈した際にそれぞれ射出を待っていた艦載機を4番主砲の爆風で破壊している）　
艦載機は露天繋止で格納庫はない。カタパルトの設けられた甲板は艦載機繋止甲板より一段高くなっており、艦載機はスロープであがる。この低い繋止甲板は波浪に洗われやすく搭載機のメンテナンス性に問題があった。そのため、後の軽巡洋艦大淀は格納庫を持つに至っている。計画では6機の航空機を搭載可能だったが、通常5機ないし4機で運用されていた。戦前は三座水偵2機、二座水偵4機、1940年（昭和15年）に三座水偵1機、二座水偵3機、レイテ沖海戦時には零式水上偵察機5機だった。
4基の主砲塔は第1・第2砲塔が背負い式、第3・第4砲塔は最上甲板レベルで後ろに向けられている。これは後部に主砲がないので、後方射界を稼ぐための配置である。砲の集中配置は、艦全体の重量配分の面では偏りがあったが、集中防御の範囲を狭められ、居住性が高まるなどの利点もあり、実際利根型はその居住性のよさのため乗員に好評であった。
防御は日本海軍の巡洋艦中、もっとも優れていた。主砲を前部に集中配置したことにより集中防御の範囲も狭められたためもあり、装甲は日本海軍重巡洋艦としてはもっとも厚く、また舷側外板より内側に垂直装甲があるという日本海軍艦艇には珍しいインターナル・アーマー方式を採用、水中防御はそれをはさむ重油層で構成するという複層型液層防御と最新の設計がなされていた。
また航続力も日本巡洋艦中最大で、利根、筑摩ともども対米戦初期の真珠湾攻撃、ミッドウェイ海戦といった機動部隊の長駆行動作戦に参加、索敵機を飛ばしている。
利根型の就役は対米戦の前だが、その設計の改良・後継型は計画されず、次級重巡建造計画は利根型の前級にあたる鈴谷型を僅かに部分改正した伊吹であった。しかしその伊吹も建造途中で空母に設計変更されたため、結局、利根型が日本海軍が就役させた最後の重巡となった。

## 同型艦
- 利根
- 筑摩